# Fort Laramie
Fort Laramie var en handelsstation och militär garnison belägen vid North Platte River i Wyoming, i närheten av den nuvarande småstaden Fort Laramie. Idag utgör fortet ett historiskt minnesmärke.

## Handelsstation
Fortet grundades 1834 som en handelsstation av handelsbolaget Sublette & Campbell. Det gick då under namnet Fort William efter William Sublette. Det fick senare namnet Fort John.

## Militäranläggning
Förenta Staternas armé köpte handelsstationen 1849. Det officiella namnet blev då Fort Laramie vilket var hur handelsstationen normalt omnämndes i dagligt tal. Fortet var förläggning för en av de garnisoner vilka skyddade Oregon Trail. Efter hand konstruerade militären nya byggnader varför den gamla handelsstationens byggnader efter hand revs. När Union Pacific Railroad drog sin sträckning för den första transamerikanska järnvägen åttio kilometer söder om fortet, kom dess läge att bli alltmer irrelevant. Fortet lades ned 1890 och de militära anläggningarna överfördes till inrikesdepartementet och byggnaderna såldes.   

## Historiskt minnesmärke
Fortet blev 1938 en del av National Park Services förvaltningsområde och de viktigaste byggnaderna från den militära storhetstiden rekonstruerades efter hand.

## Bildgalleri

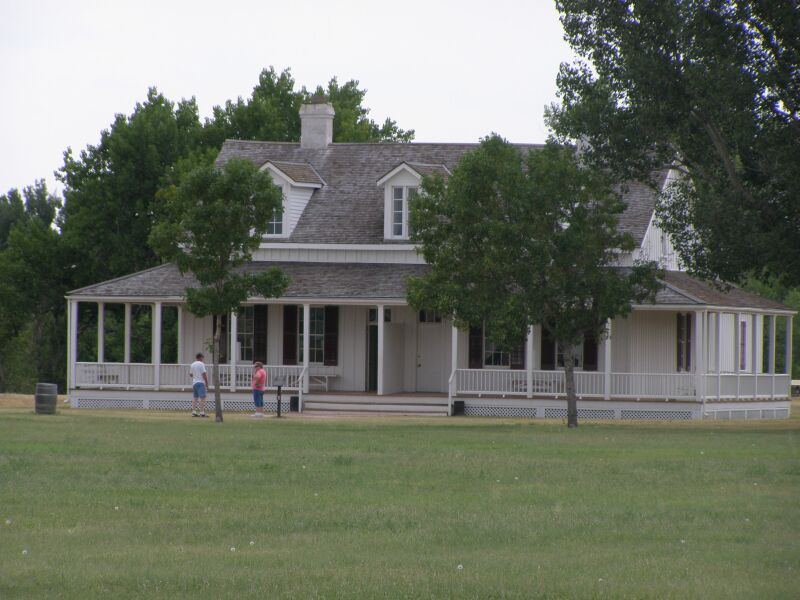
Den rekonstruerade chefsbostaden
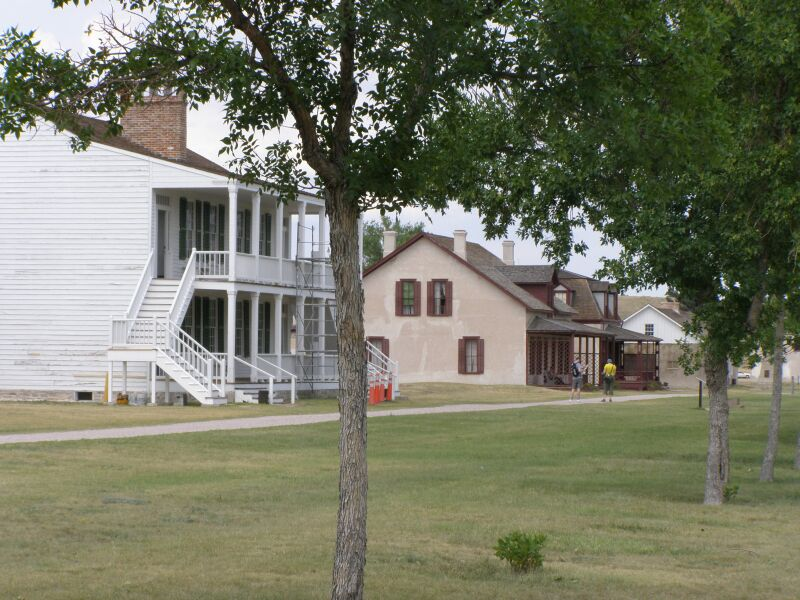
Restaurerade och rekonstruerade officersbostäder
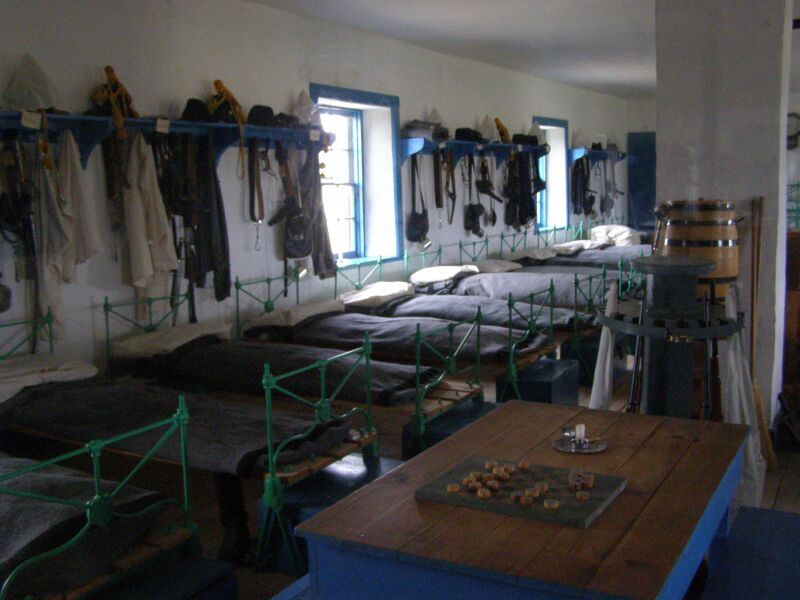
Rekonstruerat logement